# مجمع نیروهای خط امام
مجمع نیروهای خط امام یکی از احزاب نسبتاً قدیم چپ و اصلاح‌طلب است که در سال ۱۳۷۴ به رهبری سید هادی خامنه‌ای تشکیل شد و هسته اولیه این حزب با مشارکت برخی از نمایندگان محذوف جناح چپ در مجلس سوم شورای اسلامی شکل گرفت.
مجمع نیروهای خط امام (ره) از احزاب تشکیل‌دهنده شورای هماهنگی جبهه اصلاحات (متشکل از ۲۳ حزب) می‌باشد. روزنامه‌های جهان اسلام و حیات نو به مدیر مسوولی سید هادی خامنه‌ای ارگان این حزب بوده‌اند که پس از مدتی توقیف شدند

## کنگره‌ها
مطابق با اساسنامه، این حزب موظف است به صورت سالیانه اقدام به تشکیل کنگره حزبی نماید.

## کنگره‌بیستم، تابستان ۱۴۰۰
بیستمین کنگره مجمع نیروهای خط امام در تیرماه ۱۴۰۰ و چند روز پس از انتخابات سیزدهم ریاست جمهوری در شرایط پاندمی کرونا به صورت غیرحضوری و برخط (آنلاین) برگزار گردید. در این کنگره اینترنتی پس از تلاوت آیاتی از قرآن و پخش سرود جمهوری اسلامی ایران و نطق دبیرکل مجمع و چند تن دیگر از اعضای این تشکل رای‌گیری انجام شد و آقایان سیدهادی خامنه‌ای، هادی غفاری، حمید قزوینی، اسفندیار تاج میری، محمدرضا اکبری، خلیل قویدل قدرتی، اسحاق راستی کمساری، داور نظری اردبیلی، براتعلی حاتمی، مظفر علیزاده تنورلویی، محمدرضا کمالی، علی پرواز، قاسم مهرداد صدقیانی و خانم‌ها سعیده غالبی و الهام داوری دولت‌آبادی با حیازت اکثریت آرا به عنوان اعضای شورای مرکزی و آرمان متین، رضا سلیمان نوری و معصومه صادقی به عنوان بازرسان انتخاب شدند.

### شورای مرکزی ۱۳۸۷
در کنگره این حزب در سال ۱۳۸۷ افراد زیر به عضویت در شورای مرکزی مجمع نیروهای خط امام (ره) انتخاب شدند:
سیدهادی خامنه‌ای، علی محمد غریبانی، سیدفاضل امیرجهانی، داور نظری، مجید محمدی، علی‌اصغر رحمانی خلیلی، حسن صادقلو، خلیل قوی‌دل، هادی غفاری، صمدی، محمد پرتوی، محمدباقر داودی، قاسم مهرزاد صدقیانی، بهرام نکیسا و براتعلی حاتمی. مجید محمدی
در این کنگره سیدهادی خامنه‌ای به عنوان دبیرکل این حزب اعلام شد.

### شورای مرکزی ۱۳۹۳
پس از وقایع سال ۱۳۸۸ فعالیت این حزب نیز مانند دیگر احزاب اصلاح‌طلب با محدودیت‌هایی مواجه شد. پس از گذشت شش سال از کنگره ۱۳۸۷، سرانجام در دوران ریاست جمهوری حسن روحانی مجمع نیروهای خط امام توانست نسبت به تشکیل کنگره خود اقدام نماید. مطابق این کنگره، اعضای اصلی و علی‌البدل شورای مرکزی عبارتند از:
1. سیدهادی خامنه‌ای
2. هادی غفاری
3. خلیل قویدل
4. حمید قزوینی
5. علی محمد غریبانی
6. زهرا صفیاری
7. اسحق راستی
8. مظفر علیزاده
9. قاسم مهرزاد صدقیانی
10. سعید اله بداشتی
11. مجید محمدی
12. سید عبدالرزاق موسوی
13. آرمان متین
14. جامعی
15. امیر جهانی
16. رستمانی
17. داور نظری
18. شهاب‌الدین نظری
19. مهرداد گرمسیری
20. رحمانی خلیلی

شورای مرکزی این حزب در اولین نشست خود سیدهادی خامنه‌ای را به سمت دبیرکل خود انتخاب کرد.

## انتخابات مجلس

### مجلس دهم
در این دوره انتخابات مجلس تمامی نامزدهای این تشکل رد صلاحیت شدند و مجمع نامزد مستقل نداشت.

### شورای مرکزی ۱۳۹۷
1. سید هادی خامنه ای
2. هادی غفاری
3. مظفر علیزاده
4. خلیل قویدل
5. اسحاق راستی
6. رحمان بابایی
7. مهرزاد صدقیانی
8. محمدرضا کمالی
9. اسفندیار تاجمیری
10. حمید قزوینی
11. محمدرضا اکبری
12. عبدالحمیدناصری پور
13. محمد صباغیان
14. داور نظری
15. زهراصفیاری.[۱۰]